# Bonte walstrospanner
De bonte walstrospanner (Catarhoe cuculata) is een nachtvlinder uit de familie van de spanners (Geometridae). 

## Kenmerken
De voorvleugellengte bedraagt tussen de 12 en 14 mm. De basiskleur van de vleugels is wittig. Langs de buitenrand loopt een grijzige band. Aan de basis van de voorvleugel bevindt zich een donkere zwart met bruine band, en aan de apex bevinden zich naast de buitenste grijze band twee roodbruine vlekken die overgaan in een roodbruine dwarslijn en daarnaast nog een donkere zwart met bruine vlek.

## Waardplanten
De bonte walstrospanner gebruikt walstro als waardplant. De rups is te vinden van juli tot september. De soort overwintert als pop.

## Voorkomen
De soort komt verspreid van Europa tot westelijk Centraal-Azië voor. 

### Nederland en België
De bonte walstrospanner is in Nederland een zeer zeldzame en in België een zeldzame soort. De vlinder kent jaarlijks een generatie die vliegt van eind april tot in augustus.